# Железничке пруге у Србији
Железничке пруге у Србији се деле на јавне пруге, којима управља предузеће Инфраструктура железнице Србије, и на индустријске пруге у власништву других предузећа.
На основу Закона о железници из 2018. г., железничке пруге се категоришу као
- магистралне пруге, од значаја за међународни и национални саобраћај,
- регионалне пруге, од значаја за регионални и локални саобраћај,
- локалнe пругe, од значаја за локални саобраћај,
- манипулативне пруге, од значаја за привредне субјекте и
- пруге туристичко-музејске железнице.[1]

## Јавне пруге
Јавним железничким пругама управља предузеће Инфраструктура железнице Србије као управљач инфраструктуре, који је дужан да обезбеди једнак приступ инфраструктури свим заинтересованим превозницма.
Уредбом о класификацији, пруге су обележене троцифреним бројевима који показују класификацију пруге и јединствени број пруге.

### Магистралне пруге
Јавне магистралне пруге су пруге од значаја за међународни и национални саобраћај.
| 101 | Београд центар — Стара Пазова — Шид — д.г. — (Товарник)                                                              |
| 102 | Београд центар — Распутница „Г” — Раковица — Младеновац — Лапово — Ниш — Прешево — д.г. — (Табановце)                |
| 103 | (Београд центар) — Раковица — Јајинци — Мала Крсна — Велика Плана                                                    |
| 104 | (Јагодина) — Распутница Ћуприја — Ћуприја — Параћин                                                                  |
| 105 | (Београд центар) — Стара Пазова — Нови Сад — Суботица — д.г. - (Келебија)                                            |
| 106 | Ниш — Димитровград — д.г. — (Драгоман)                                                                               |
| 107 | Београд центар — Панчево главна — Вршац — д.г. — (Стамора Моравица)                                                  |
| 108 | (Београд центар) — Ресник — Пожега — Врбница — д.г. — (Бијело Поље)                                                  |
| 109 | Лапово — Краљево — Лешак — Косово Поље — Ђенерал Јанковић — д.г. — (Волково)                                         |
| 110 | Суботица — Богојево — д.г. — (Ердут)                                                                                 |
| 111 | Београд ранжирна „А” — Остружница — Батајница                                                                        |
| 112 | Београд ранжирна „Б” — Остружница                                                                                    |
| 113 | Београд ранжирна „А” — Распутница „Б” — Распутница „К/К1” — Ресник                                                   |
| 114 | Остружница — Распутница „Б” — (Распутница „К/К1”)                                                                    |
| 115 | Београд ранжирна „Б” — Распутница „Р” — Распутница „А” — (Ресник)                                                    |
| 116 | (Београд ранжирна „Б”) — Распутница „Р” — Раковица                                                                   |
| 117 | Београд ранжирна „А” — Распутница „Т” — Раковица                                                                     |
| 118 | Београд ранжирна „Б” — Распутница „Т” — (Раковица)                                                                   |
| 119 | (Распутница „Б”) — Распутница „К” — Распутница „К1” — (Јајинци)                                                      |
| 120 | (Распутница Панчевачки мост) — Распутница Карађорђев парк — Распутница Дедиње — (Распутница „Г”)                     |
| 121 | Инђија — Голубинци                                                                                                   |
| 122 | Нови Сад — Нови Сад Ранжирна — Распутница Сајлово                                                                    |
| 123 | (Колари) — одвојна скретница број 1 станице Мала Крсна — одвојна скретница број 28 станице Мала Крсна — (Осипаоница) |
| 124 | Распутница Лапово Варош — Лапово Ранжирна — Лапово                                                                   |
| 125 | Трупале — Ниш Ранжирна — Међурово                                                                                    |
| 126 | Црвени Крст — Ниш Ранжирна                                                                                           |
| 127 | Ниш — Распутница Мост — (Ниш Ранжирна)                                                                               |
| 128 | (Црвени Крст) — одвојна скретница број 3 станице Ниш — одвојна скретница број 4 станице Ниш — (Ћеле Кула)            |

### Регионалне пруге
Јавне регионалне пруге су пруге од значаја за регионални и локални саобраћај.
| 201 | Суботица — Хоргош — д.г. — (Реске)                                                                                  |
| 202 | Панчево Главна — Зрењанин — Кикинда — д.г. — (Жомбољ)                                                               |
| 203 | Београд Доњи Град (km 7+041) — Београд Дунав — Распутница Панчевачки Мост                                           |
| 204 | Топчидер (km 4+195) — Распутница „Г” — (Раковица)                                                                   |
| 205 | Банатско Милошево — Сента — Суботица                                                                                |
| 206 | Панчево Варош — Распутница „2а” — (Јабука)                                                                          |
| 207 | Нови Сад — Оџаци — Богојево                                                                                         |
| 208 | (Нови Сад) — Распутница Сајлово — Римски Шанчеви — Орловат Стајалиште                                               |
| 209 | Одвојна скретница број 7 станице Нови Сад Ранжирна — Нови Сад Локотеретна — Распутница Сајлово                      |
| 210 | Орловат — Распутница „1а” — (Лукићево)                                                                              |
| 211 | Рума — Шабац — Распутница Доња Борина — д.г. — (Зворник Нови)                                                       |
| 212 | (Платичево) — Распутница „1” — Распутница „3” — (Штитар)                                                            |
| 213 | Сталаћ — Краљево — Пожега                                                                                           |
| 214 | (Матарушка Бања) — одвојна скретница број 72 станице Краљево — одвојна скретница број 73 станице Краљево — (Адрани) |
| 215 | (Узићи) — одвојна скретница број 53 станице Пожега — одвојна скретница број 54 станице Пожега — (Драгачево)         |
| 216 | Смедерево — Распутница Језава — Радинац — Мала Крсна                                                                |
| 217 | Распутница Језава — Смедерево Лука                                                                                  |
| 218 | Мала Крсна — Бор — Распутница „2” — (Вражогрнац)                                                                    |
| 219 | (Ниш) — Црвени Крст — Зајечар — Прахово Пристаниште                                                                 |
| 220 | (Рготина) — Распутница „3” — Распутница „1” — (Трнавац)                                                             |
| 221 | (Барлово) — Распутница „1” — Куршумлија                                                                             |
| 222 | Куршумлија — Кастрат                                                                                                |
| 223 | Дољевац — Кастрат — Мердаре — Косово Поље                                                                           |
| 224 | Косово Поље — Метохија — Пећ                                                                                        |
| 225 | Косово Поље Теретна — Распутница „1” — (Дреница)                                                                    |

### Локалне пруге
Јавне локалне пруге су пруге од значаја за локални саобраћај.
| 301 | Суботица — Суботица Фабрика                                                                         |
| 302 | Суботица — Суботица Болница                                                                         |
| 303 | Нови Сад (km 1+042) — Нови Сад Ложионица                                                            |
| 304 | Подбара — Распутница „3” — Распутница „2” — (Каћ)                                                   |
| 305 | (Римски Шанчеви) — Распутница „1” — Распутница „3” — (Подбара)                                      |
| 306 | Римски Шанчеви — Жабаљ                                                                              |
| 307 | Врбас — Сомбор                                                                                      |
| 308 | (Брасина) — Распутница Доња Борина — Зворник Град                                                   |
| 309 | Панчево Варош — Панчево Војловица                                                                   |
| 310 | (Чока) — одвојна скретница број 22 станице Сента — одвојна скретница број 23 станице Сента — (Ором) |
| 311 | Марковац — Свилајнац — Деспотовац — Ресавица                                                        |
| 312 | Метохија — Призрен                                                                                  |
| 313 | Вршац — Бела Црква                                                                                  |

### Манипулативне пруге
Јавне манипулативне пруге су пруге од значаја за привредне субјекте.
| 401 | Вршац — Вршац Вашариште                                   |
| 402 | Кикинда — Метанолско сирћетни комплекс Кикинда (km 6+413) |
| 403 | Богојево — Дунавска Обала                                 |
| 404 | Параћин — Стари Поповац                                   |
| 405 | Сурчин — Јаково — Бечмен                                  |
| 406 | Шид — Сремска Рача Нова — д.г. — (Бијељина)               |
| 407 | Овча — Падинска Скела                                     |
| 408 | Сонта — Апатин Фабрика                                    |

### Музејско-туристичке пруге
Јавне музејско-туристичке пруге су од значаја за туризам и очување традиција железнице.
| 501 | Шарган Витаси - Мокра Гора - д.г. - (Вишеград) |

### Пруге ван експлоатације
Многе пруге које су биле активне у прошлости су тренутно ван експлоатације и категоризације..
|  | Суботица Болница — Црвенка — Оџаци                                             |
|  | Суботица Фабрика — д.г. — (Бачалмаш)                                           |
|  | Жедник — Чантавир                                                              |
|  | Хоргош — Кањижа — Сента                                                        |
|  | Бечеј — Ада — Сента                                                            |
|  | Чока — Нови Кнежевац — Ђала — д.г. — (Сириг)                                   |
|  | Кикинда — Банатско Аранђелово — д.г. — (Сириг)                                 |
|  | Зрењанин — Житиште — Српска Црња                                               |
|  | Зрењанин Фабрика — Сечањ — Конак — Вршац                                       |
|  | Сечањ — Јаша Томић — д.г. — Међа                                               |
|  | Бечеј — Србобран — Врбас                                                       |
|  | (Сомбор — матични колосек индустријске зоне) — Стапар — Српски Милетић — Оџаци |
|  | Каравуково — Сонта                                                             |
|  | Сомбор — Риђица — д.г. — (Гара)                                                |
|  | (Сомбор) — Распутница Стрилић — Бачки Брег — д.г. — (Сантово)                  |
|  | (Сомбор) — Распутница Стрилић — Апатин — Апатин Фабрика                        |
|  | Каравуково — Бач — Карађорђево — Бачка Паланка                                 |
|  | Гајдобра — Бачка Паланка                                                       |
|  | Петроварадин — Беочин                                                          |
|  | Рума — Врдник                                                                  |
|  | Петловача — Богатић                                                            |
|  | Београд Спољна — Чукарица — Железник — Остружница — Умка — Обреновац           |
|  | Обреновац — Лајковац                                                           |
|  | (Лајковац) — Лазаревац — Горњи Милановац — Чачак                               |
|  | Ужице — Кремна — Шарган Витаси                                                 |
|  | Вршац Вашариште — Банатски Марковац — д.г. — (Велики Жам)                      |
|  | Бела Црква — д.г. — (Базијаш)                                                  |
|  | Јасеново — д.г. — (Јам)                                                        |
|  | Алибунар — Селеуш — Конак                                                      |
|  | Селеуш — Ковачица                                                              |
|  | Владимировац — Баваниште — Ковин                                               |
|  | (Пожаревац) — Сопот Пожаревачки — Костолац                                     |
|  | Дубравица — Пожаревац — Петровац на Млави — Ладне Воде                         |
|  | Параћин — Бољевац — Бор — Зајечар                                              |
|  | Ћуприја — Сењски Рудник                                                        |
|  | Младеновац — Аранђеловац — Лазаревац                                           |
|  | Панчево Војловица — Панчево Тамиш                                              |
|  | Београд — Распутница Савски Мост — Нови Београд                                |
|  | Топчидер Путничка — Београд — Београд Доњи Град (km 7 + 041)                   |
|  | Топчидер — Распутница Савски Мост — (Нови Београд)                             |
|  | Топчидер — Београд Спољна — Београд Доњи Град (km 7 + 041)                     |
|  | (Вишњићево) — Распутница Рача — Сремска Рача                                   |
|  | (Београд Спољна) — km 2 + 290 одвојна скретница — Фабрика Шећера               |

## Приватне индустријске пруге
Индустријске пруге које служе потребама једног предузећа се не сматрају јавним пругама и њима управља власник или корисник истих.
Највећи приватни железнички систем је Железнички транспорт термоелектране Никола Тесла, који обухвата 62 km пруга нормалног колосека и 5 km пруга узаног колосека.